# Mochamed-Emi Said-Emijewitsch Dschabrailow
Mochamed-Emi Said-Emijewitsch Dschabrailow (russisch Мохамед-Эми Саид-Эмиевич Джабраилов; * 24. März 1993 in Koschkeldy oder Aljutowo) ist ein russisch-französischer Fußballspieler.

## Karriere
Dschabrailow begann seine Karriere in Frankreich beim OGC Nizza. 2011 kam er in die Jugend von Espanyol Barcelona. Im Dezember 2013 unterzeichnete er einen Vertrag beim Viertligisten FC Marbella.  Mit Marbella konnte er 2014 in die Segunda División B aufsteigen.
Im November 2014 wechselte Dschabrailow zum Viertligisten CD Ronda. Im Januar 2015 wechselte er nach Litauen zum Erstligisten FC Stumbras. Sein Debüt in der A Lyga gab er im März 2015, als er am dritten Spieltag der Saison 2015 gegen den FK Kauno Žalgiris in der 71. Minute für Vilius Armanavičius eingewechselt wurde.
Nach der Saison 2015 verließ er Stumbras und Litauen wieder. Im Sommer 2016 schloss sich Dschabrailow der Zweitmannschaft von Terek Grosny an. Im Januar 2017 wechselte er nach Österreich zum Regionalligisten SK Austria Klagenfurt.